# Stäketsholmen

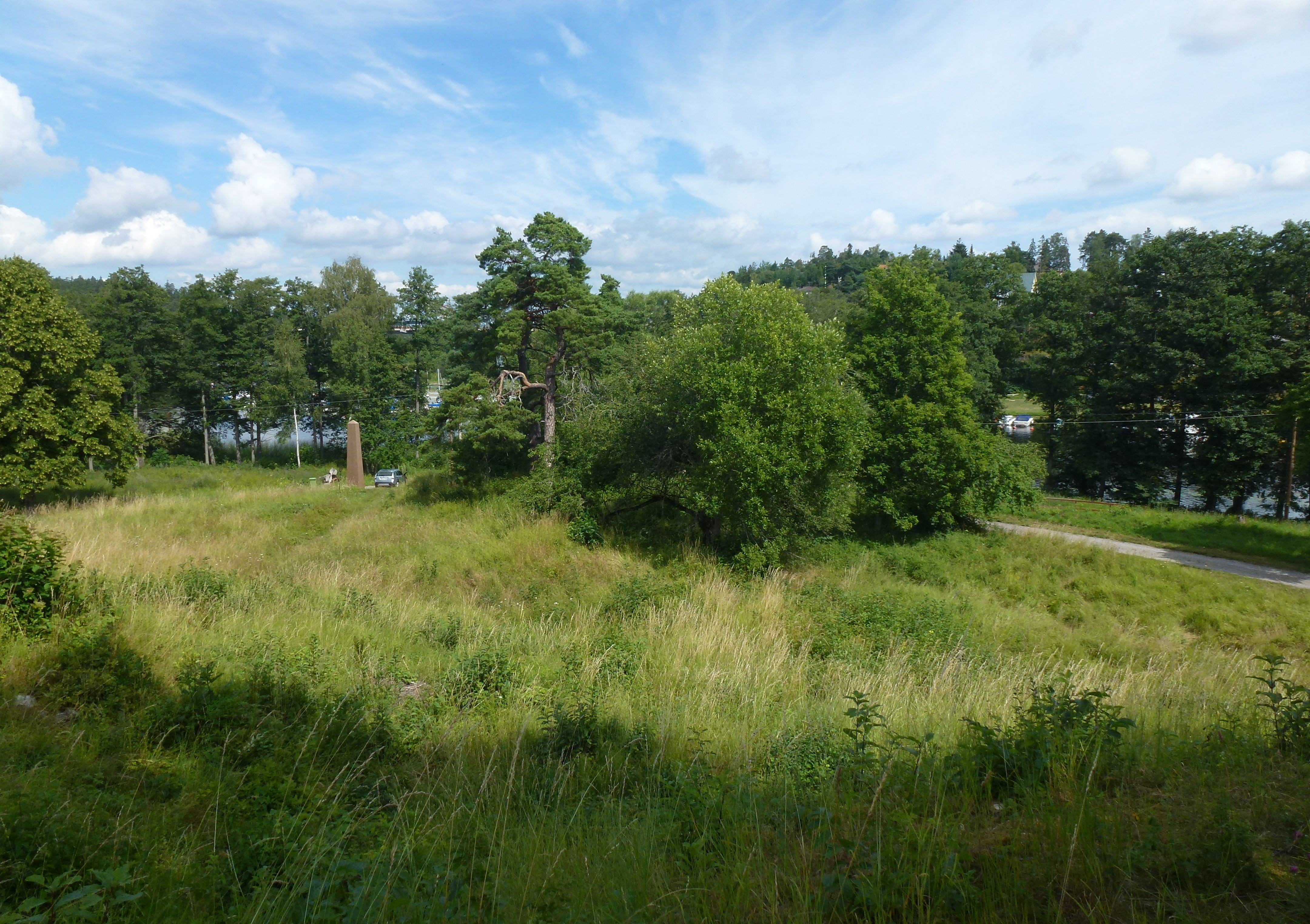
Stäketsholmen, vy mot norr från borgruinhögen. Nedanför kullen syns Stäketsholmens obelisk, 2014.

Stäketsholmen (tidigare även Biskopsholmen) är en tidigare ö i Mälaren och en historisk plats intill östra sidan av Stäksön i Upplands-Bro kommun. Stäketsholmen begränsas i syd av Görväln och i öst av inloppet till Stäksundet. I väst avgränsades Stäketsholmen av ett smalt, numera delvis upplandat, vattendrag mot Stäksön. På Stäketsholmen fanns en gång Almare-Stäkets borg och viktiga väg- och broförbindelser, idag ligger här några enstaka bostadshus.

## Historik

### Försvarsanläggning

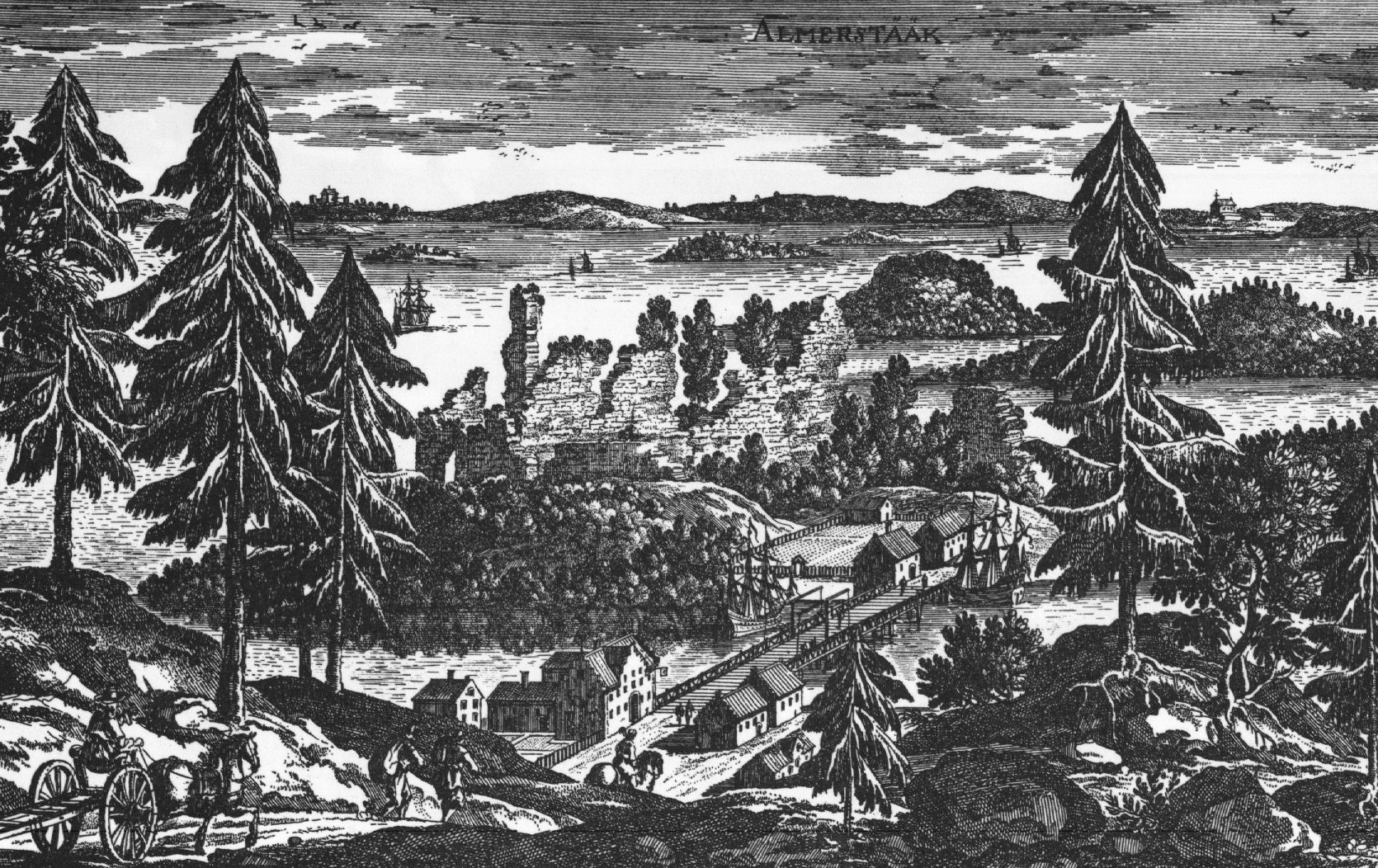
Stäketsholmen med borgruinen, 1690-tal.

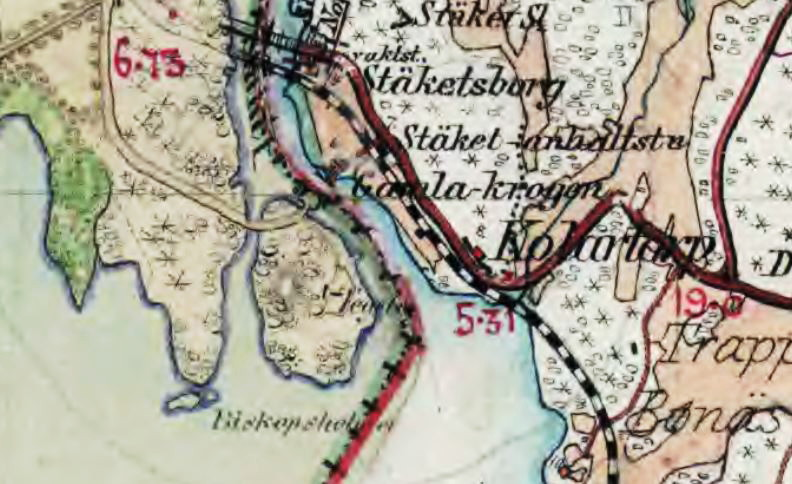
Biskopsholmen och omgivning på Häradsekonomiska kartan, 1860-tal.

Stäketsholmens läge vid en betydelsefull vattenled mellan Stockholm och Uppsala gav platsen strategisk betydelse. Här byggdes en borg redan under 1100-talet. På 1300-talet nämns Almare-Stäkets borg första gången. Anläggningen revs 1518 och gav indirekt upphov till Stockholms blodbad (se Stäkets rivning). Idag återstår en ruinkulle med utbredning 125 x 80 meter och en höjd av 3-4 meter.

### Vägar och broar
Via Stäketsholmen gick även viktiga vägförbindelser mellan Stockholm och mot nordväst (se Enköpingsvägen). Den första bron byggdes av staten på 1630-talet. Bron ersattes och byggdes om ett flertal gånger tills den förstördes under vårfloden 1670 eller 1671. Därefter sköttes trafiken med färjor.
År 1804 bekostade Almare-Stäkets gårds ägare, greve och landshövding Samuel af Ugglas en ny bro, eller han lät reparera och bygga om den gamla. Även denna ledde via Stäketsholmen. Han erhöll sedan rätt att uppta bropengar. Från denna bro återstår idag rester av västra brofästet i form av en cirka 15 meter lång, fem meter bred och tre meter hög stensatt konstruktion.
För att påminna om den av Samuel af Ugglas bekostade bron och för att hedra Gustav IV Adolf restes vid västra brofäste en cirka fem meter hög obelisk i röd granit som fortfarande finns kvar. Den bär två över varann liggande inskriptioner (se Stäketsholmens obelisk).
Färdvägen via Stäketsholmen krävde ytterligare en bro, nämligen den mellan Stäketsholmen och Steksön. Här finns brons äldre mittupplag av bearbetat gråsten bevarat. Nuvarande "militärbro" är en träkonstruktion på stålbalkar, som enligt en minnestavla på broräcket restes 1981 av Svea ingenjörregemente, Ing 1, femte kompani.

## Bilder

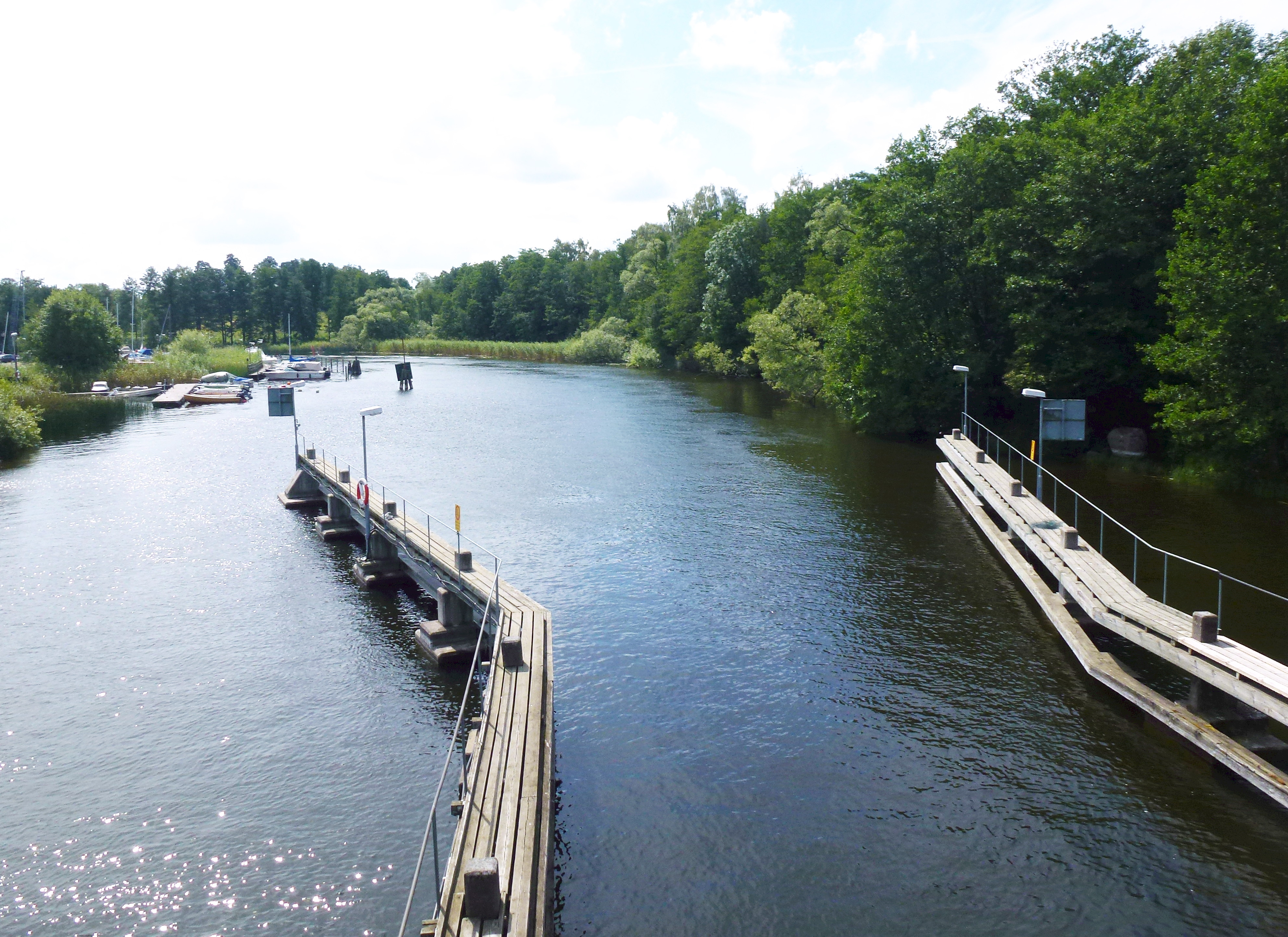
Stäksundet mot syd med Stäketsholmen rakt fram
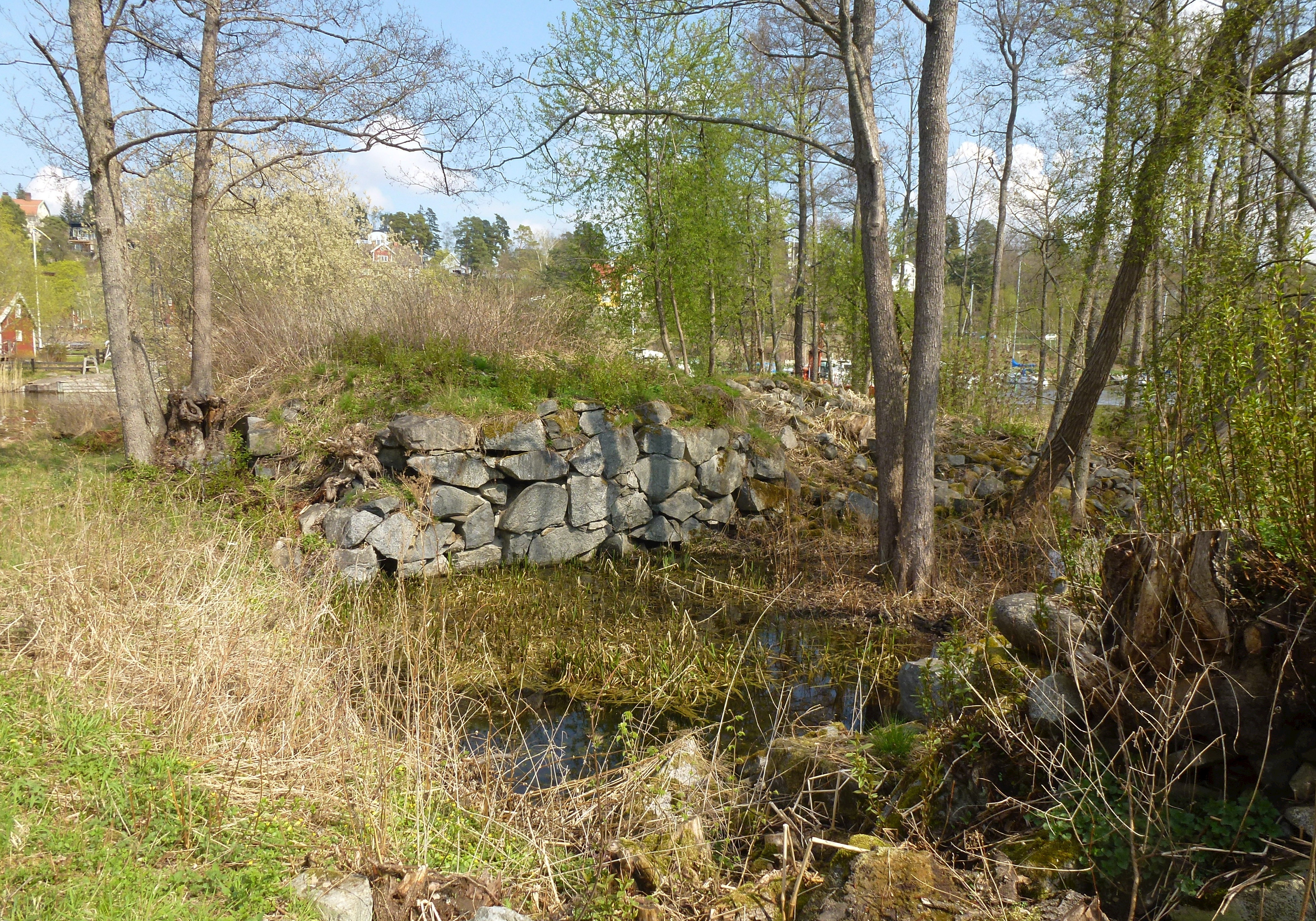
Gamla vägbron, brofäste vid Stäketsholmen
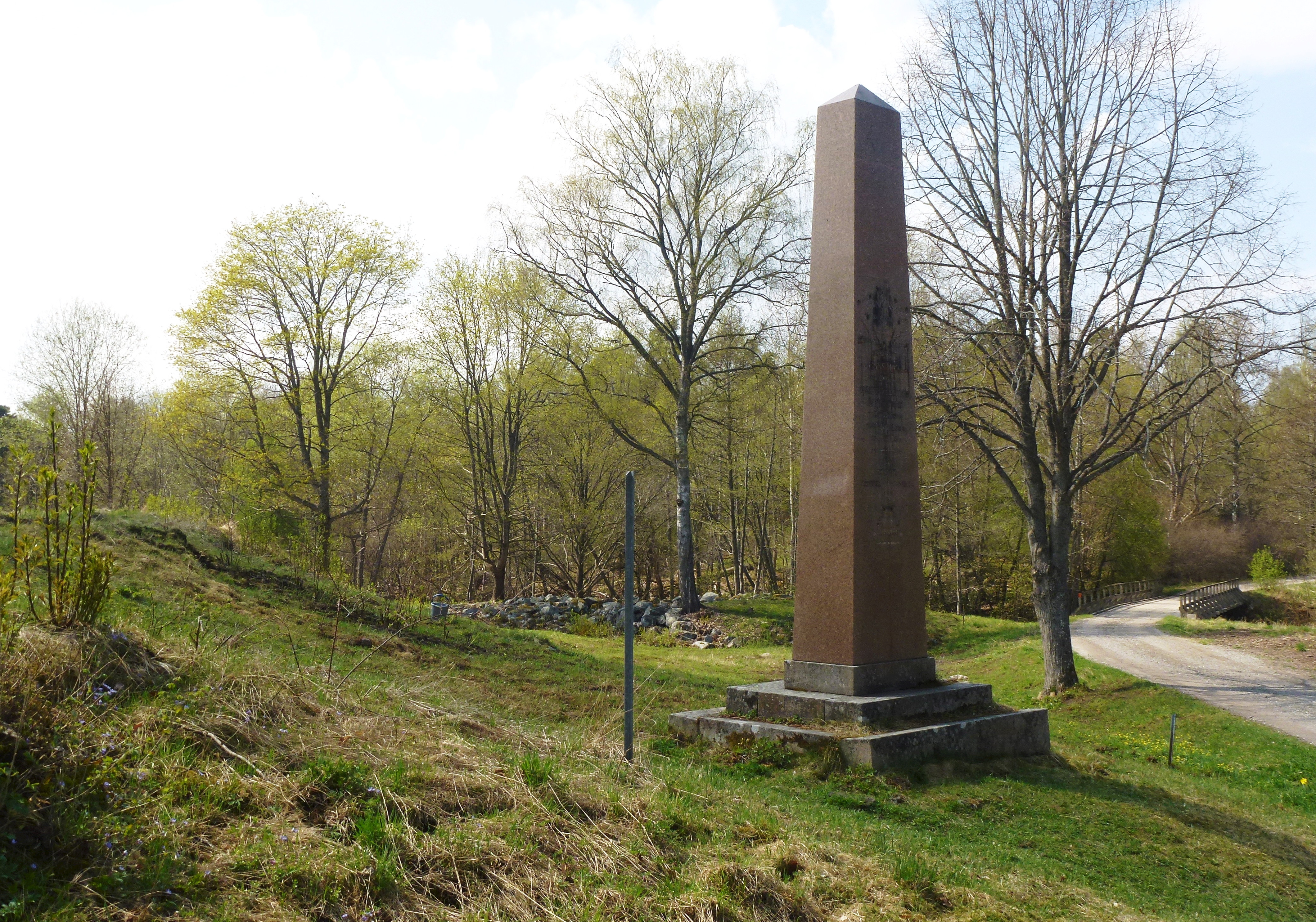
Samuel af Ugglas obelisk på Stäketsholmen
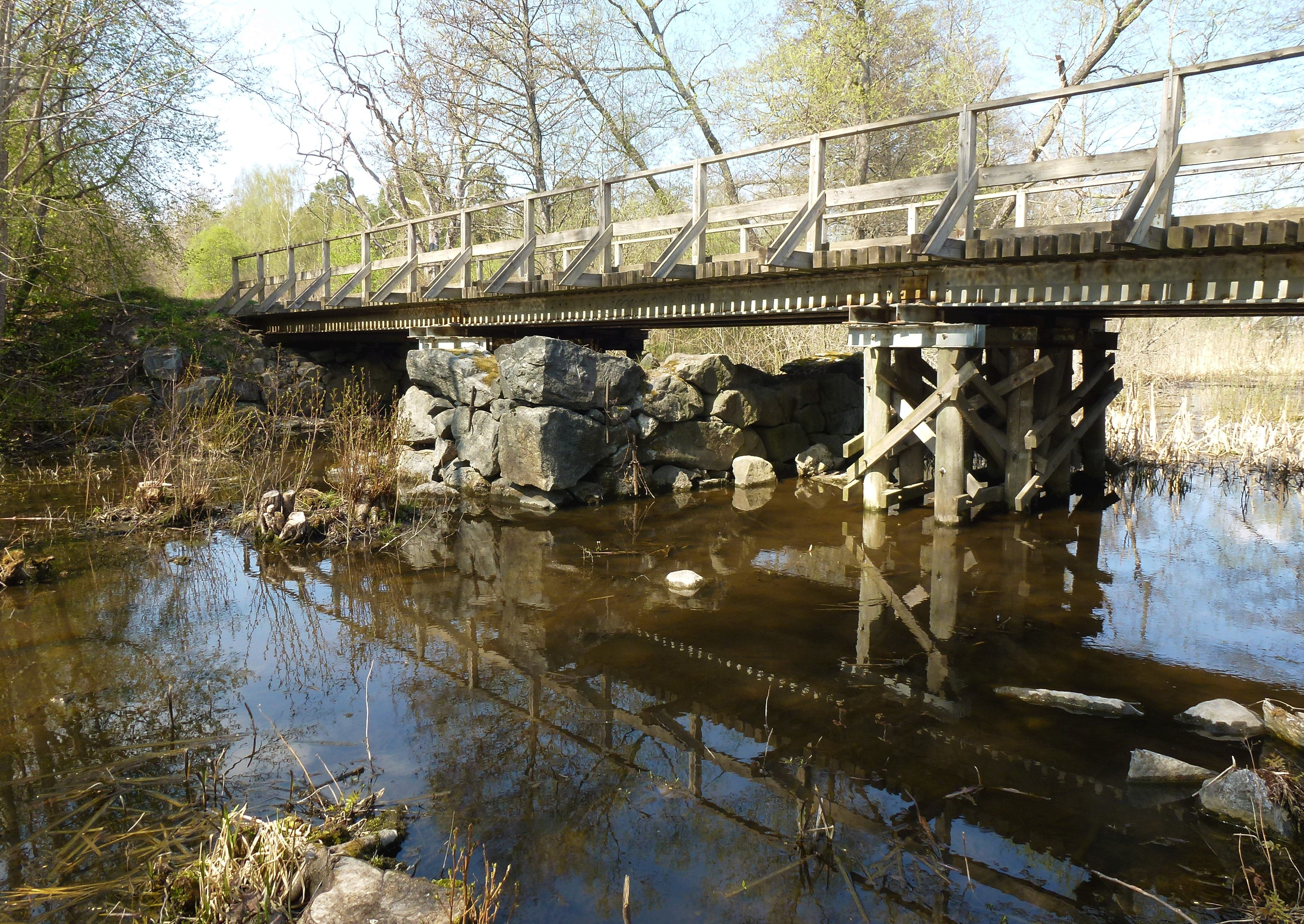
Stäketsholmens "militärbro" med gamla broupplag i mitten